# Paweł Baraszkiewicz
Paweł Baraszkiewicz, född den 20 maj 1977 i Działdowo, Polen, är en polsk kanotist.
Han tog OS-silver på C-2 500 meter i samband med de olympiska kanottävlingarna 2000 i Sydney.